# Chrysopilus basifasciatus
Chrysopilus basifasciatus är en tvåvingeart som beskrevs av Paramonov 1962. Chrysopilus basifasciatus ingår i släktet Chrysopilus och familjen snäppflugor. Inga underarter finns listade i Catalogue of Life.